# Pasirangin
Pasirangin is een bestuurslaag in het regentschap Purwakarta van de provincie West-Java, Indonesië. Pasirangin telt 4908 inwoners (volkstelling 2010).